# Шуменска крепост
Шуменската крепост (известна в Шумен и като Старият град) се намира в Шуменското плато, край град Шумен.

## Географско положение
Крепостта се намира на два километра западно от град Шумен. В района се намира важен кръстопът на маршрути, свързващи дунавския бряг (при Силистра) с Адрианопол и Константинопол, и северното черноморско крайбрежие със западните български земи.

## История

### Античност
Мястото е било заселено преди повече от 3000 години – археологически изследвания сочат, че местността е била обитавана още през 12 век пр.н.е. Първите жители тук са траките, вероятно от племето гети. Около 1200 г. пр.н.е. те създават първото поселение, което първоначално не е било укрепено. По този начин Шуменската крепост е връстник на Приамова Троя (по-точно на VIIb пласт на Троя). Предполага се, че около V век пр.н.е. е построена крепостна стена, която не е запазена днес.
През 15 г. римляните завладяват днешните земи на Дунавската равнина и Шуменската крепост става римско владение. Възможно е името на крепостта по това време да е било Даусдава, но това предположение остава недоказано. Римляните построяват нова стена, вече със спойка от хоросан и с кули – правоъгълна и U-образна. Около 250 г. готите разрушават твърдината, но скоро тя е възстановена. През римския период крепостта е изпълнявала предимно военни функции и е отстъпвала по икономическо развитие на близките Марцианопол (Девня) и Абритус (Разград).
През 395 година Римската империя е разделена на Западна и Източна (Византия). Византийците изграждат нова стена с петоъгълни кули за да не бъдат уязвими при обстрел с каменометни машини. През ранновизантийския период крепостта вече е със значение на по-голям производителен и търговски център, монетните находки (158 ранновизантийски монети) свидетелстват за търговския обмен на обитателите на града с отдалечените краища на империята. Варварските нашествия в периода от втората половина на V до средата на VII век допринасят за разрушаването и обезлюдяването на античния град. 

### Средновековие
След идването на Аспаруховите българи през 680 – 681 г. районът на крепостта влязъл в границите на Първата българска държава. През VIII век сред развалините на късноантичната крепост се появяват жилища от типа на землянките, а възстановяването на селището като крепост става постепенно през ІХ-Х век. Българите не променят устройството на стените, с изключение на някои от кулите, които те правят триъгълни. През IX в. твърдината отново се превръща във важно средище и е построена цитаделата, където резидират управителите на града. Вероятно през този период се появява и името на града – Шумен. Поради близостта си до българските столици Плиска и Велики Преслав, крепостта е играла важна военна роля по времето на Първата българска държава, но значително им е отстъпвала по икономическо значение.
През 1001 г. Шуменската крепост е завладяна от византийците, а през 30-те или 40-те години на XI век е била разрушена при печенежките нашествия, но по-късно отново е възстановена.
В края на XII век, след въстанието на Асеневци, започва периодът на Втората българска държава, когато Шумен се превръща в един от най-развитите градове в Средновековна България. През този период добре се развиват земеделието, грънчарството (особено производството на сграфито-керамика), каменоделството, металообработването. При управлението на Иван Александър тук е имало монетарница, което показва високото развитие и на търговията. Цар Иван Шишман е посетил крепостта – свидетелство за нейното важно значение.
През 1388 години, по време на похода на великия везир Али паша срещу североизточна България, тя е превзета от османските войски. При археологическите разкопки не са открити следи от разрушения от това време, напротив, османският пласт ляга плътно върху този от Втората българска държава, поради което се предполага, че крепостта е минала в османски ръце без съпротива.
Краят на хилядолетната история на крепостта настъпил през 1444 година. По време на последния кръстоносен поход тя била превзета от войските на крал Владислав III Ягело след тридневна обсада и ожесточена съпротива от страна на неголемия османски гарнизон. Това довело до нейното опожаряване и разрушаване, след което била изоставена завинаги.

## Крепостта днес
Историко-археологическият резерват „Шуменска крепост“ е сред Стоте национални туристически обекта. Работи целогодишно, има печат. Към него функционира и музей. Крепостта е сред най-добре проучените археологически паметници в България. Разкопките са проведени в периода 1957 – 1987 година (най-активни през 1974 – 1981 година) под ръководството на Вера Антонова от Окръжен исторически музей град Шумен (днес Регионален исторически музей). При тях са разкрити три стени – римска, ранновизантийска (използвана по-късно и от българи и османци) и от Втората българска държава, с характерните за всеки период кули. Открити са и останки от ранновизантийска баня с отточен канал, два водоема, 12 църкви (включително и т. нар. „Култов център“, където има основи на четири църкви на едно място), цитадела. Сред находките заслужават да се споменат: Шуменският надпис на цар Иван Шишман, където се говори за посещението на този владетел в Шумен (името на града е изписано точно по този начин); плочката с изображение на танцуващ мъж (може би прабългарски шаман – въпросът остава неизяснен); надписът на „Остро... богоин“ (според Вера Антонова, това е първият надпис на кирилица в България); сграфито-керамика; букел-керамика от троянски тип (доказателство за това, че тук е имало селище още през Халщатската епоха); коланни апликации; златни литургични съдове; голям брой монети от почти всички периоди.
Общата площ на крепостта е около 32 декара, но значителна част от населението е живеела извън стените, в подградието. Крепостта дава богата информация за военния, културния и стопанския живот на своето време. В резултат на продължилите близо 30 години археологически проучвания са разкрити достатъчно свидетелства за съществуването на организирана производствена дейност в средновековния град и близката околност. Един от популярните занаяти е бил металолеенето, който е тясно свързан с изготвянето на ювелирни изделия. Потвърждение за това са разнообразните накити и многобройните предмети на християнския култ намерени при разкопките (обеци, гривни, пръстени, кръстове, църковна утвар). Повечето от тях са от мед и медна сплав (бронз), но има и такива, изработени от благородни метали (сребро, злато).